# Керетаро (држава)
Керетаро (шп. Estado de Querétaro), мексичка је држава између држава Гванахуато и Идалго. Држава Керетаро покрива површину од 11.449 km², и има око 1,4 милиона становника. 
Сантијаго де Керетаро је главни град државе Керетаро. Налази се око 200 километара северозападно од града Мексика и познат је по својој старој архитектури. 
Становништво се углавном бави сточарством. У околини главног града постоји много индустријских погона.

## Становништво
| 1990.     | 1995.     | 2000.     | 2005.     | 2010.     |
| --------- | --------- | --------- | --------- | --------- |
| 1.051.235 | 1.250.476 | 1.404.306 | 1.598.139 | 1 827 937 |